# Buzzard Bait
Buzzard Bait est un jeu vidéo de type shoot 'em up développé par Mike Ryeburn et publié par Sirius Software en 1983 sur Apple II avant d’être porté sur IBM PC. Le joueur est aux commandes d’un aéroglisseur et a pour objectif de stopper des buses qui enlèvent des humains afin de nourrir leurs petits. Pour cela, il doit détruire les buses qui survolent la ville avant qu’elles ne capturent leur proie et qu’elles ne le ramènent jusqu’à leur nid. Lorsqu’il détruit une buse qui transporte un humain, ce dernier tombe et il doit le rattraper avant qu’il ne touche le sol. Si une buse parvient à nourrir un de ses petits, celui-ci quitte le nid pour attaquer le joueur et se révèle plus rapide et plus difficile à toucher que ses parents. L’aéroglisseur du joueur est positionné en bas de l’écran. A l’aide du clavier, du paddle ou du joystick, il peut le déplacer vers la gauche ou la droite, le faire s’élever dans les airs et le faire tirer. Des niveaux bonus permettent au joueur de gagner des vies supplémentaires. Pour cela, il doit naviguer dans une mer infestée de pingouins pour récupérer des pièces d’aéroglisseur.